# Togo Brytyjskie
Togo Brytyjskie było obszarem w Afryce pod administracją Ligi Narodów z mandatem klasy B, utworzonym przez podzielenie protektoratu Niemieckiego Togolandu na Togo Francuskie i Togo Brytyjskie ze stolicą w Ho.
Terytorium Togo Brytyjskiego zostało utworzone po raz pierwszy po podziale Togolandu 27 grudnia 1916, w czasie I wojny światowej, kiedy brytyjskie i francuskie siły zajęły Togo. Po wojnie, 20 lipca 1922 w oparciu o mandat Ligi Narodów, formalnie przeniesiono kontrolę nad brytyjskim Togo do Zjednoczonego Królestwa.
Po II wojnie światowej, mandat stał się terytorium powierniczym ONZ zarządzanym przez Zjednoczone Królestwo. W czasie mandatu i okresu powiernictwa, Togo Brytyjskie było zarządzane jak część przylegającego terytorium Złotego Wybrzeża, pod nazwą Trans-Volta Togo.
W roku 1954 brytyjski rząd poinformował ONZ, że nie jest w stanie rządzić terytorium powierniczym po uzyskaniu niepodległości przez Ghanę. W odpowiedzi, w grudniu 1955 Zgromadzenie Ogólne ONZ przyjęło rezolucję radzącą rządowi brytyjskiemu zorganizowanie plebiscytu dotyczącego przyszłości brytyjskiego Togolandu. 
7 maja 1956 r. odbyło się referendum w sprawie przyłączenia tego terytorium do Złotego Wybrzeża. Za przyłączeniem oddano 63,9% ważnych głosów, co stanowiło 52,1% wszystkich zarejestrowanych wyborców. 13 grudnia 1956 zjednoczenie doszło do skutku, tworząc pojedynczą jednostkę, która 6 marca następnego roku stała się nowym niepodległym państwem – Ghaną.